# Lutjanus jocu
Vivaneau chien, Carde Roulesse, Pargue Dent-chien, Sarde Dent Chien
Espèce
Statut de conservation UICN

 DD  : Données insuffisantes
Lutjanus jocu, le Vivaneau chien, est une espèce de poissons de la famille des Lutjanidae.

## Répartition
Ce poisson peuple le pourtour atlantique du continent américain, du Massachusetts à São Paulo.
Les adultes sont communs autour des rochers et des récifs coralliens. Les jeunes quant à eux sont présents dans les estuaires et pénètrent parfois dans les rivières.

## Description
Lutjanus jocu peut mesurer jusqu'à 168 cm de longueur totale, mais sa taille habituelle est d'environ 60 cm. Son poids maximal enregistré est de 22,8 kg et son âge maximal de 33 ans.
Ce poisson se nourrit essentiellement de poissons et d'invertébrés benthiques (crevettes, crabes, gastéropodes et céphalopodes).

## Classification
Le nom valide complet (avec auteur) de ce taxon est Lutjanus jocu (Bloch & Schneider, 1801),.
L'espèce a été initialement classée dans le genre Anthias sous le protonyme Anthias jocu Bloch & Schneider, 1801.
Ce taxon porte en français les noms vernaculaires ou normalisés suivants : Carde Roulesse, Pargue Dent-chien, Sarde Dent Chien, Vivaneau Chien.
Lutjanus jocu a pour synonymes :
- Anthias jocu Bloch & Schneider, 1801[2],[3]
- Lutianus jocu Jordan & Thompson, 1904[3]
- Mesoprion litura Cuvier, 1828[2]
- Neomaenis jocu Evermann & Kendall, 1899[3]

### Étymologie
L'épithète spécifique, jocu, reprend le nom vernaculaire de ce vivaneau à Cuba, Jocú, tel que le mentionne Antonio Parra en 1787.